# Museo del Chiado
El Museo Nacional de Arte Contemporáneo -  Museo del Chiado (en portugués: Museu Nacional de Arte Contemporânea - Museu do Chiado) es un museo de arte situado en el Chiado de Lisboa (Portugal), inaugurado en 1911. Con el incendio del Chiado, en 1988, las obras de arte fueron retiradas preventivamente y se abordó una remodelación en profundidad, en colaboración con el gobierno francés, y un proyecto de  renovación de los espacios de Jean-Michel Wilmotte, que fue reinaugurado el 12 de julio de 1994. La principal colección del museo es de pinturas de 1850-1950.
Las pinturas y esculturas, expuestas en doce salas, cada una centrada en un tema diferente, ilustran el desarrollo del Romanticismo, hasta el Modernismo. En su mayoría, las obras son portuguesas, en algunos casos con influencias de otros países, como en los paisajistas del siglo XIX, que tuvieron contactos con la Escuela Francesa de Barbizon. Las obras internacionales incluyen dibujos de Rodin y escultura francesa de finales del siglo XIX. 
El Museo presenta exposiciones temporales de nuevos artistas.

## Galería de obras

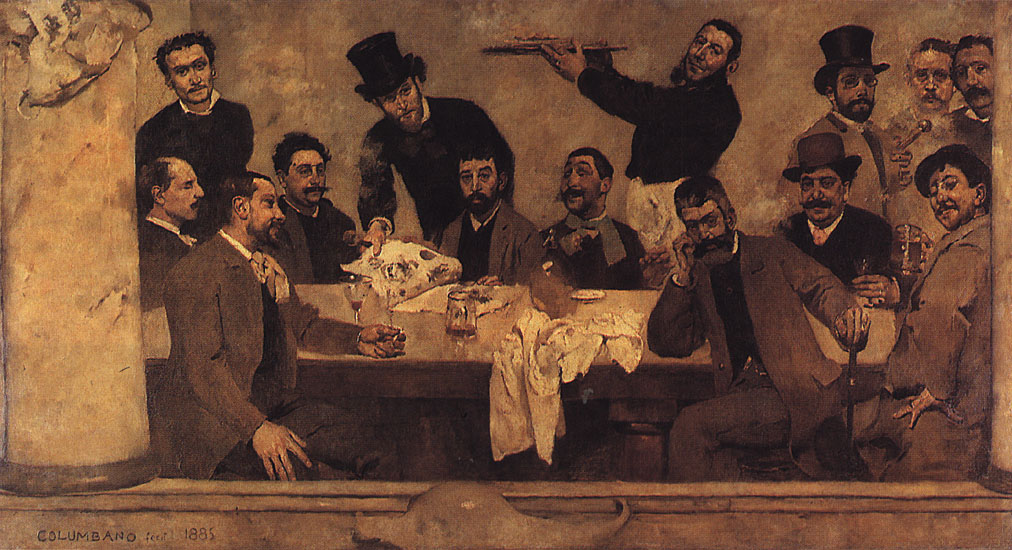
El Grupo del Leão, de Columbano Bordalo Pinheiro
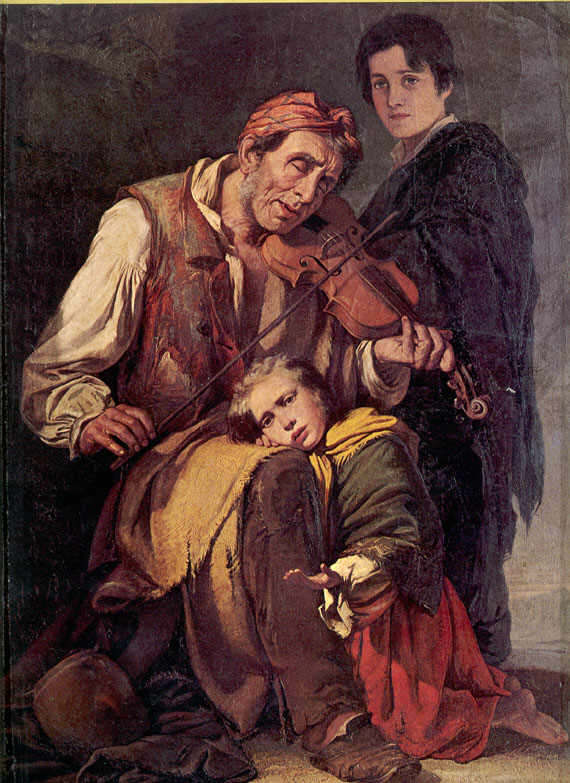
Ciego violinista, de José Rodrigues
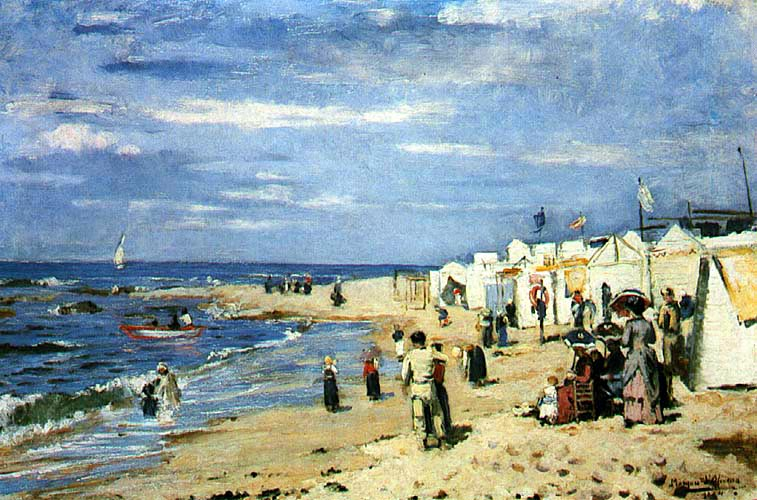
Playa de baños, Póvoa de Varzim, de João Marques de Oliveira
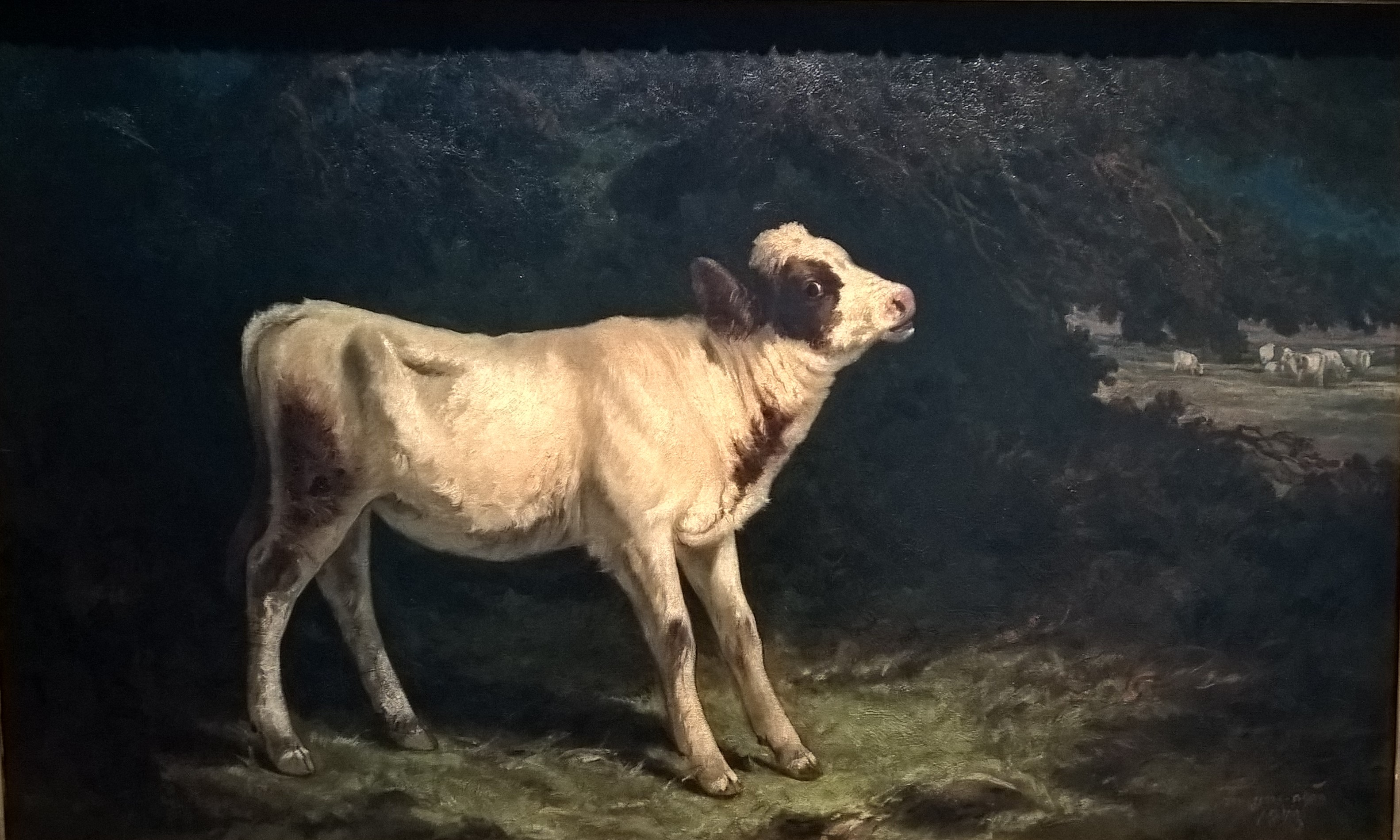
El ternero, de Tomás da Anunciação
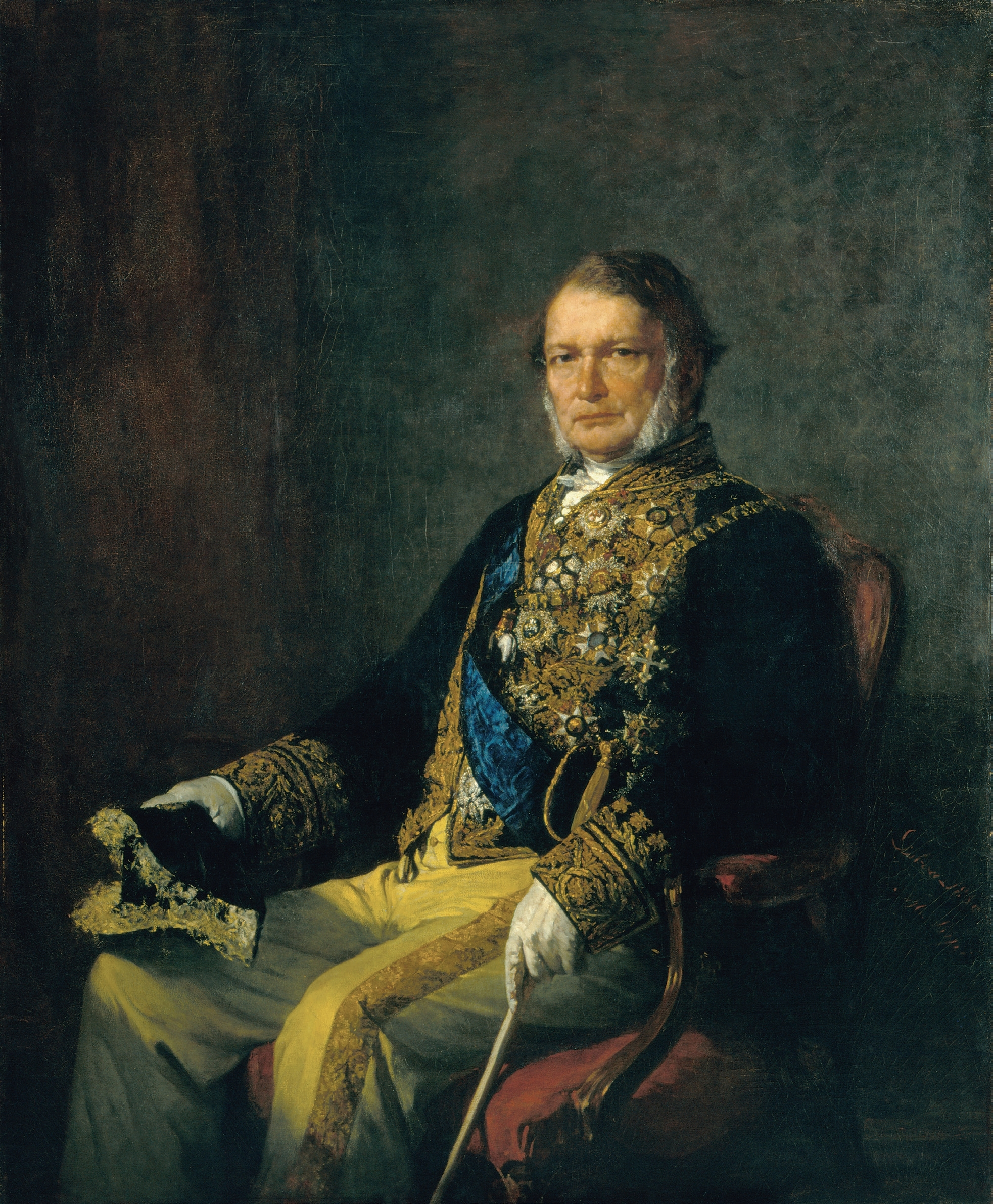
Retrato del Duque de Ávila, de Miguel Ângelo Lupi
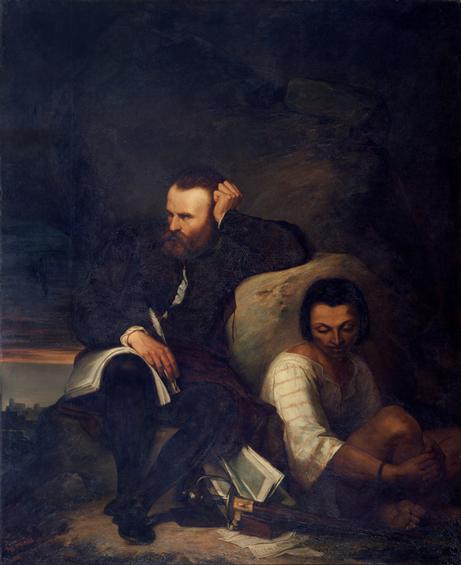
Camões en la gruta de Macao, de Francisco Augusto Metrass
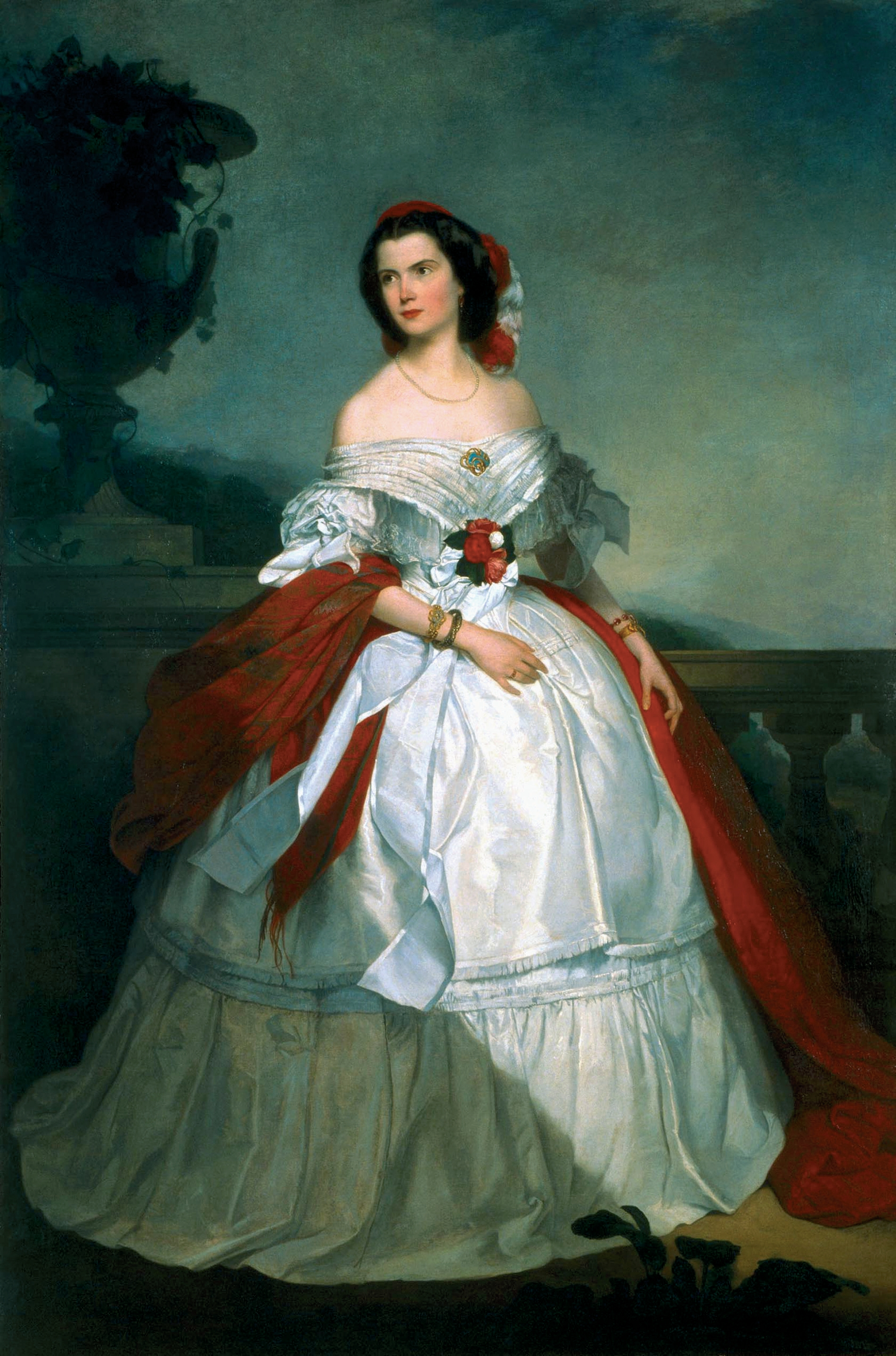
Retrato de la Vizcondesa de Meneses, de Luís de Miranda Pereira de Meneses
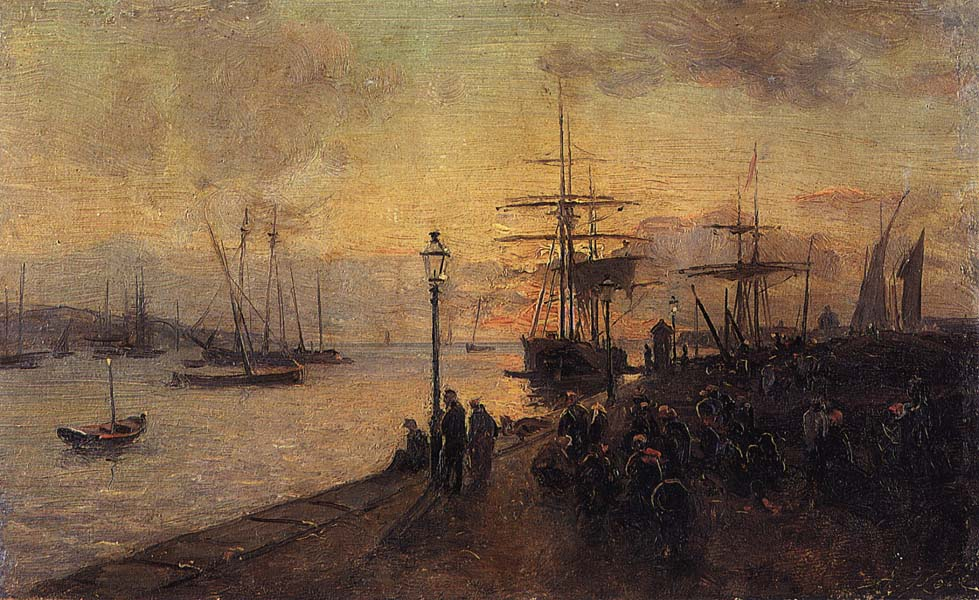
En el muelle del Tajo, de Alfredo Keil